# دقة مكانية
في الفيزياء والعلوم الجيولوجية، يشير مصطلح الدقة المكانية إلى التباعد الخطي للقياس،  أو البعد الفيزيائي الذي يمثل بيكسل من الصورة. في حين أن في بعض الأجهزة، مثل الكاميرات والتليسكوب، ترتبط الاستبانة المكانية مباشرة بالاستبانة الزاوية، وأدوات أخرى، مثل الرادار ذي الفتحة الاصطناعية أو شبكة من محطات الأرصاد الجوية، تنتج بيانات تمتلك تخطيط العينات المكانية أكثر ارتباطا بسطح الأرض، مثل الاستشعار عن بعد وصور الأقمار الصناعية.